# Nashik
Nashik oder Nasik (Marathi: नाशिक, Nāśik; Hindi: नासिक, Nāsik) ist eine Millionenstadt nordöstlich von Mumbai im indischen Bundesstaat Maharashtra.

## Lage und Klima
Nashik liegt im Norden der Westghats am heiligen Fluss Godavari in einer Höhe von etwa 570 m. Die Stadt Mumbai befindet sich etwa 165 km (Fahrtstrecke) südwestlich; die indische Hauptstadt Delhi liegt etwa 1250 km nordöstlich. Das Klima ist warm; Regen (ca. 810 mm/Jahr) fällt eigentlich nur während der sommerlichen Monsunzeit.

## Bevölkerung
Offizielle Bevölkerungsstatistiken werden erst seit 1991 geführt und regelmäßig veröffentlicht. Der anhaltende Anstieg der städtischen Bevölkerungszahlen beruht im Wesentlichen auf der Zuwanderung von Familien aus dem Umland.
| Jahr      | 1991    | 2001      | 2011      |
| Einwohner | 656.925 | 1.077.236 | 1.486.053 |

Gut 85 % der Einwohner sind Hindus, knapp 9 % sind Moslems, ca. 3 % bekennen sich zum Buddhismus, jeweils ca. 1 % sind Jains oder Christen und weniger als 0,5 % sind Sikhs. Der Anteil der männlichen Bevölkerung ist ca. 11 % höher als der weibliche. Man spricht Marathi, Hindi und Urdu.

## Wirtschaft
Die Region um Nashik ist das Zentrum des Weinanbaus in Indien. Außerdem werden in der ländlichen und wasserreichen Umgebung Zwiebeln, Tomaten und Zuckerrohr angebaut. Doch Nashik ist auch eine aufstrebende Industriestadt – viele nationale und internationale Firmen (darunter auch Bosch) haben Zweigstellen in Nashik. Wichtigster industrieller Arbeitgeber mit über 7000 Beschäftigten ist der Flugzeughersteller Hindustan Aeronautics (HAL).

## Geschichte
Einige Episoden aus dem Ramayana-Epos sollen sich in Nashik (ehemals Nasika oder Nasikya) abgespielt haben; der Affengott Hanuman soll in der Nähe geboren worden sein. Ausgrabungen haben ergeben, dass der an einem alten Handelsweg zwischen den Häfen an der Küste und den Städten der Gangesebene gelegene Platz seit dem 5. Jahrhundert v. Chr. kontinuierlich besiedelt war. In der Zeit der politischen Dominanz des Islam erhielt die Stadt den Namen Gulshanabad; kurz vor der britischen Machtübernahme in Indien wurde der Name der Stadt unter den Peshwas in Nashik zurückbenannt. Während der Unabhängigkeitsbewegung Indiens spielte die Stadt eher eine Nebenrolle.

## Kumbh Mela
Neben Prayagraj, Haridwar und Ujjain gehört Nashik zu den vier Städten Indiens, in denen alle 12 Jahre ein Kumbh-Mela-Fest gefeiert wird. Am 27. August 2003 kam es beim rituellen Bad von Millionen von Hindus am Ufer des heiligen Flusses Godavari in Nashik zu einer Massenpanik, bei der 43 Menschen  zu Tode getrampelt wurden. Die nächste Kumbh Mela wird im Jahr 2027 stattfinden.

## Sehenswürdigkeiten
Trotz seiner langen Geschichte und kulturellen Bedeutung befinden sich im Zentrum von Nashik keine bedeutenden kulturhistorischen Sehenswürdigkeiten.

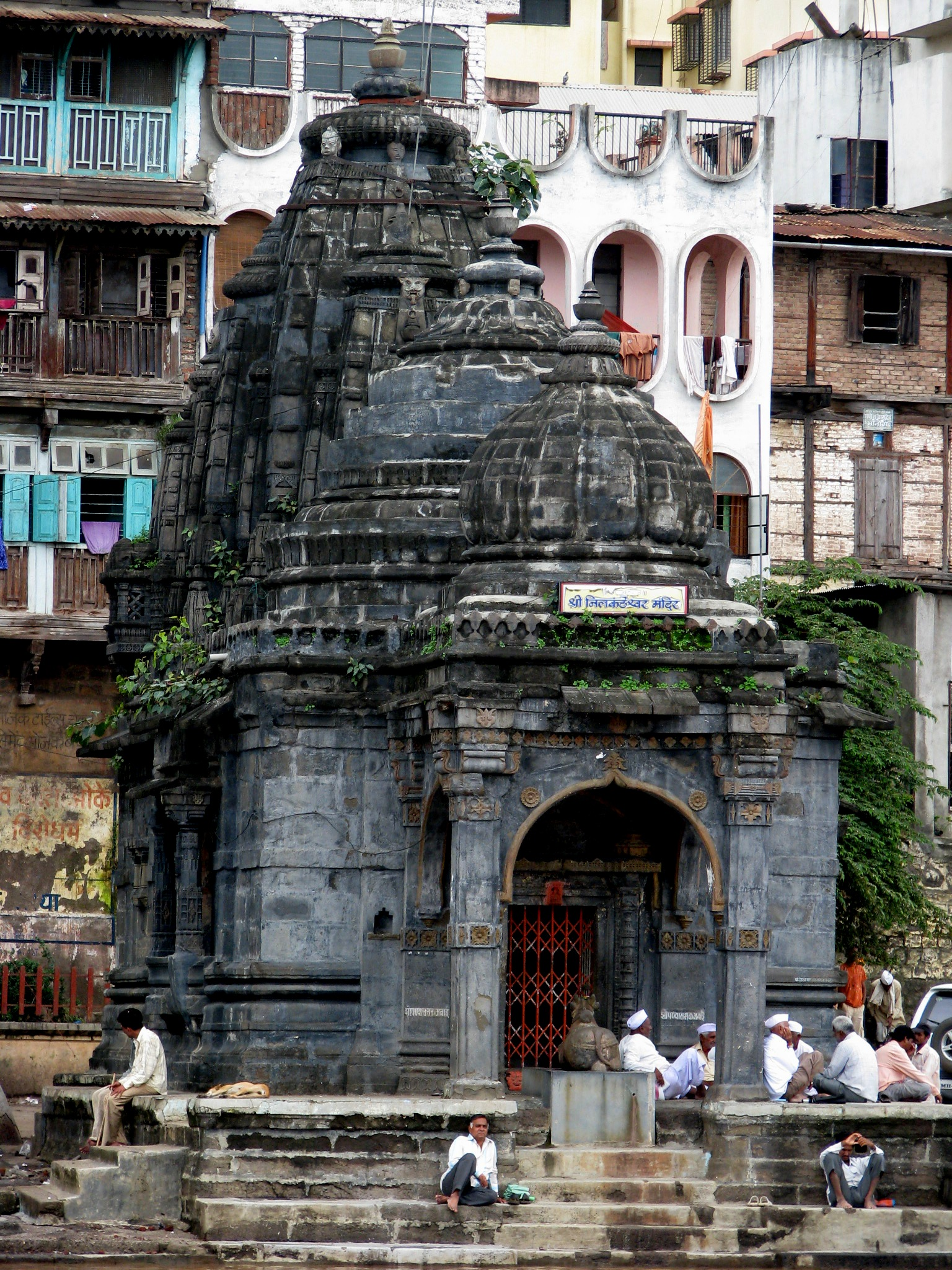
Neelkanteshwar-Tempel

- Der Kalaram-Mandir ist wahrscheinlich der älteste Tempel der Stadt, doch wurde der Vorgängerbau in islamischer Zeit zerstört und erst im ausgehenden 18. Jahrhundert in einem anikonischen hinduistisch-islamischen Mischstil wiederaufgebaut. Im Innern werden drei kleine schwarze Statuen von Rama, Sita und Lakshmana verehrt.
- Der dem Gott Shiva geweihte Neelkanteshwara-Tempel steht nahe dem Flussufer (ghat) und ist ebenfalls ein Wiederaufbau des 18. Jahrhunderts.

Umgebung
- Gegenüber dem etwa 8,5 km südwestlich des Stadtzentrums von Nashik gelegenen Vorort Ambad liegen die hauptsächlich buddhistischen Pandavleni-Höhlen aus dem 3./4. Jahrhundert n. Chr.
- Der erst in den Jahren 2007–2011 errichtete Dharmachakra-Jain-Tempel liegt auf einem künstlichen angeschütteten Hügel ca. 12 km nordöstlich der Stadtmitte innerhalb eines großen parkartigen Geländes mit vier Torbauten (torana)s. Der Tempel hat einen zentralen Shikhara-Turm und Eingänge aus allen vier Himmelsrichtungen. Die Jainas betreiben in der Nähe auch eine Futterstelle für freilaufende Kühe (goshala).
- Das knapp 27 km südöstlich gelegene und im Jahr 2001 eingeweihte Gargoti-Mineral-Museum zeigt Mineralien und (Halb-)Edelsteine aus der Umgebung, aber auch aus anderen Regionen Indiens.
- Das ca. 20 km westlich der Stadt gelegene Coin-Museum ist das einzige seiner Art in Indien.
- Der bei der ca. 10 km weiter westlich gelegenen Kleinstadt Trimbak gelegene Trimbakeshwara-Tempel gehört zu den 12 Jyotirlinga-Tempeln Indiens.

## Söhne und Töchter der Stadt
- Mithan Jamshed Lam (1898–1981), erste indische Rechtsanwältin und die erste indische Anwältin am Bombay High Court
- Nazima, geboren als Mehr-un-Nissa (1948–2025), Schauspielerin
- Sanjivani Jadhav (* 1996), Leichtathletin